# Brève rencontre (téléfilm, 1974)
Pour plus de détails, voir Fiche technique et Distribution.
Brève rencontre (titre original : Brief Encounter) est un téléfilm italo-britannique réalisé par Alan Bridges, diffusé en 1974. 
Il s'agit du remake du film Brève rencontre de David Lean sorti en 1945.

## Synopsis
Dans le café de la gare, Anna, une femme mariée, rencontre Alec, un médecin marié également. Ils sympathisent. Au fil de leur rendez-vous hebdomadaire dans ce café, ils vont tomber amoureux... 

## Fiche technique
- Titre français: Brève Rencontre
- Titre original : Brief Encounter
- Réalisateur : Alan Bridges
- Scénariste : John Bowen, Noël Coward d'après sa pièce en un acte Still Life
- Producteur : Cecil Clarke, Denis Holt
- Musique : Cyril Ornadel
- Montage : Peter Weatherley
- Directeur de la photographie : Arthur Ibbetson
- Société de production : ITC Films
- Pays d'origine : Royaume-Uni, Italie
- Genre : Drame sentimental
- Durée : 100 minutes
- Date de diffusion :
  -  États-Unis : 12 novembre 1974
  -  France : janvier 2006

## Distribution
- Richard Burton : (VF : Jean-Claude Michel) : Alec Harvey
- Sophia Loren : (VF : Évelyn Séléna) : Anna Jesson
- Jack Hedley : (VF : Claude Giraud) : Graham Jesson
- Rosemary Leach : Mme Gaines
- John Le Mesurier (VF : Henry Djanik) : Stephen
- Ann Firbank (VF : Marion Loran) : Melanie Harvey